# Svařování

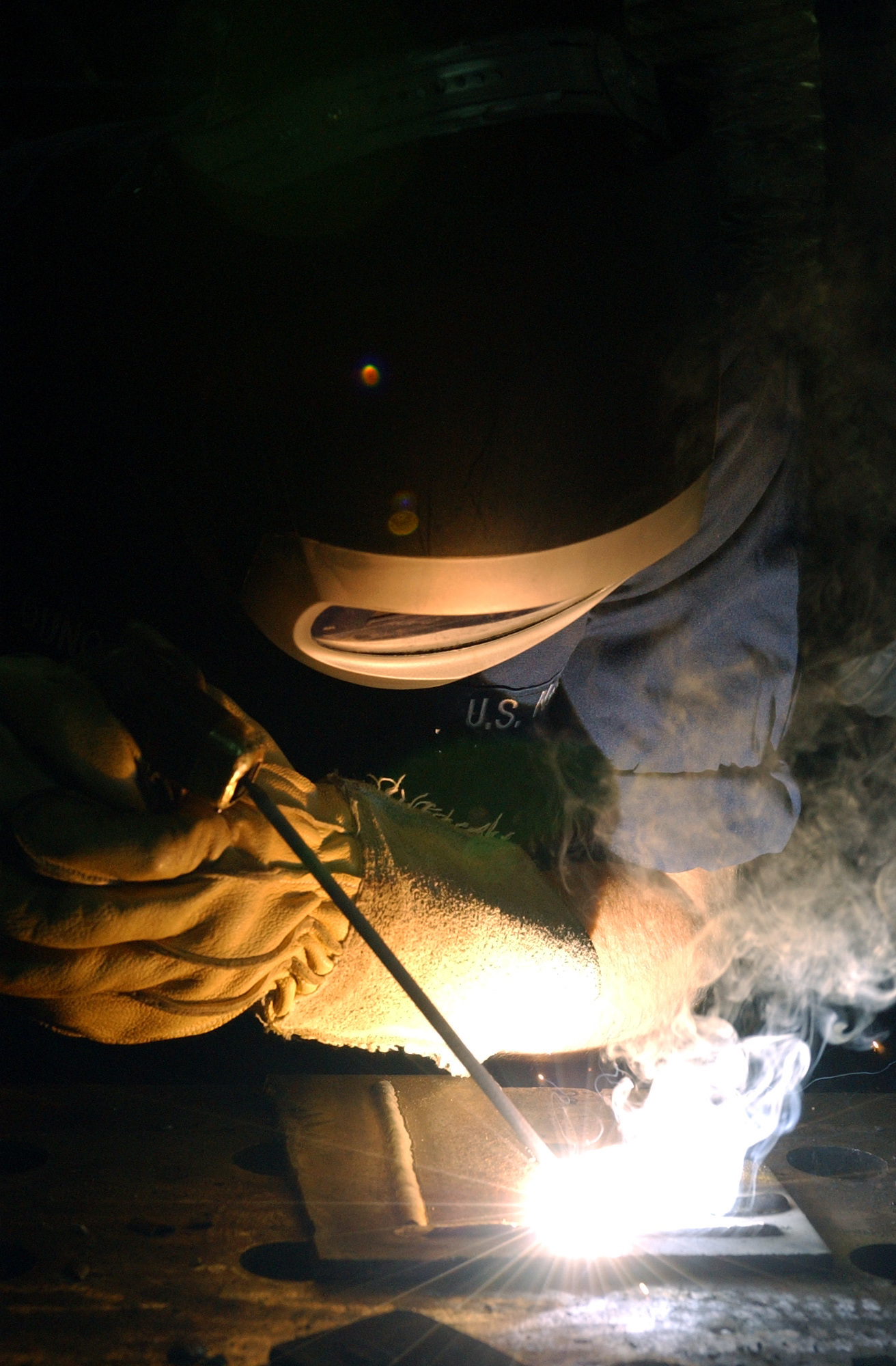
Ruční obloukové svařování obalenou elektrodou

Svařování je proces, který slouží k vytvoření trvalého, nerozebíratelného spoje dvou a více součástí. Obecným požadavkem na proces svařování je vytvoření takových termodynamických podmínek, při kterých je umožněn vznik nových meziatomárních vazeb.
Protože prakticky je velmi obtížné dosáhnout spojení na úrovni meziatomových vazeb za okolních podmínek (běžná teplota, tlak), kdy je termodynamický stav materiálů stabilní resp. metastabilní, je nutné tento termodynamický stav změnit. Proto je při svařování nutné působit buď tlakem, teplem nebo oběma faktory najednou. Obecně platí závislost čím vyšší působí tlak tím méně je potřeba vnést teplo a obráceně. Tlakové svařování je označením svařování za působení převážně tlaku a tavné při působení tepla.
Svařovat lze kovové i nekovové materiály, materiály podobných i různých vlastností. Ale pro různé typy spojů a materiálů jsou vhodné jiné metody svařování. Při svařování dojde vždy ke změně fyzikálních nebo mechanických vlastností základního materiálu (spojovaného) v okolí spoje. Jiné metody nerozebíratelného spoje jsou např. pájení nebo lepení.
Osoba, která se profesně zabývá svařováním kovů, se označuje jako svařeč.

## Historie
Historicky prvním způsobem svařování bylo svařování kovářské, které se rozvíjelo spolu se zpracováním kovů. Teprve až s rozvojem průmyslu a zvláště s objevem elektrického proudu, vyvstaly požadavky na další způsoby spojování kovů. Velkým impulsem pro rozvoj nových metod svařování – zejména elektrickým obloukem – byly obě světové války ve 20. století. V 60. letech byl využit pro svařování laser a v 70. letech elektronový paprsek pro materiály a konstrukce leteckého a vojenského průmyslu. Poslední vyvinutou metodou – z 90. let minulého století – je třecí svařování promíšením.

## Svařovací metody
U všech svařovacích procesů je účelem spojit zpravidla dva až tři materiály kompaktním spojem – svarem – při působení z vnějšku dodávané energie, která překoná daný termodynamický stav látky. Dodávanou energií může být teplo (elektrický oblouk, plamen, plasma), plastická deformace (tření, výbuch, kovářská činnost) nebo radiace (elektronové nebo iontové záření). Při samotném svařování dochází k interakci mnoha vlivů, např. difúze, deformace, rekrystalizace, precipitace, rozpouštění a vznik nových fází, atd., jejichž existence a vývoj závisí na dané použité metodě. Po ukončení procesu svařování vzniká takový spoj, který nelze nedestruktivně rozebrat, to vše za předpokladu kvalitně provedeného svaru.
Svařovací metody jsou označování podle ČSN EN 287-1 referenčními čísly (111, 135 ad.)

### Způsoby svařování podle směru a polohy

#### Definice svařovacích poloh
Polohy při svařování jsou normovány v ČSN EN ISO 6947.
- vodorovná shora – (elektroda svisle) – symbol PA
- vodorovná šikmo shora – (elektroda pod 45°) – symbol PB
- vodorovná na svislé stěně – (elektroda vodorovně) – symbol PC
- šikmo nad hlavou – (elektroda pod 45°, nahoru) – symbol PD
- nad hlavou – (elektroda svisle, nahoru) – symbol PE
- na svislé stěně nahoru – (elektroda vodorovně) – symbol PF
- na svislé stěně dolů – (elektroda vodorovně) – symbol PG
- svařování nahoru k vrcholu svaru – symbol H-L045
- svařování od vrcholu svaru dolů – symbol J-L060

#### Rozdělení dle směrů svařování
- vpřed – osa elektrody svírá se směrem svařování tupý úhel(110–125°)
- vzad – osa elektrody svírá se směrem svařování ostrý úhel (60–70°)

### Tavné svařování

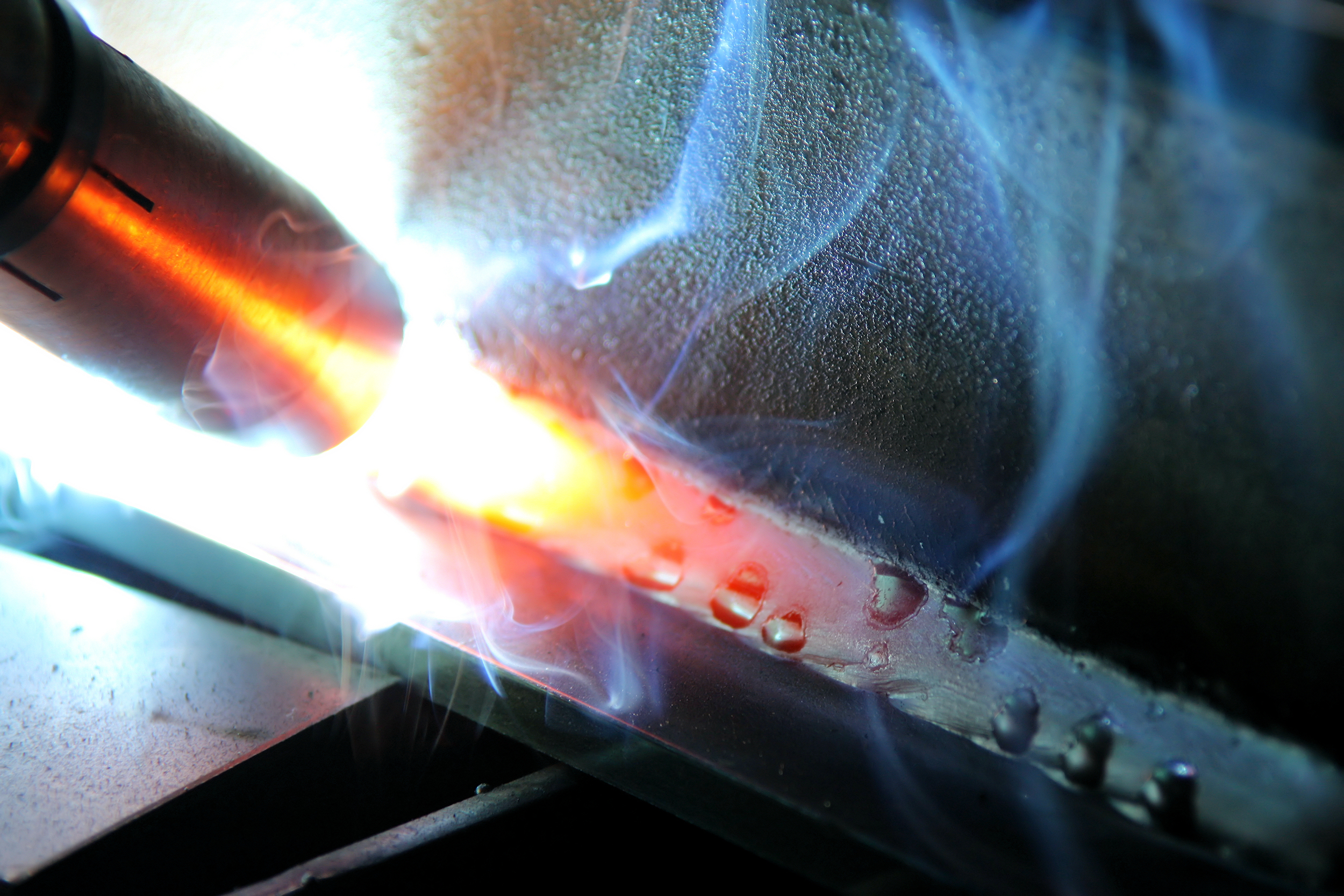
Na povrchu svaru, provedeného metodou obloukového svařování v ochranné atmosféře, jsou patrné sklovité útvary (sulfidy manganu a křemíku) vzniklé rafinací svarového kovu.

Tavné svařování lze charakterizovat jako postup, kdy se přivádí energie pouze ve formě tepla a ke spojení materiálů dochází při jejich roztavení v tzv. svarové lázni. Nejvýznamnějším zástupcem, co do rozsahu používání, je svařování elektrickým obloukem.
Roztavený kov má tendenci reagovat s prvky obsaženými v okolní atmosféře, zejména kyslíkem a dusíkem nebo znečištěním na svarové ploše sírou, fosforem. Pro ochranu před vlivem prvků v atmosféře se používají takové způsoby, které zabraňuje těmto nežádoucím plynným prvkům v reakci se svarovou lázní. U některých metod se používá ochrana záměrně dodávaným plynem, plynem vytvořeným během svařování nebo tavidlem, které omezují přístup vzduchu ke svarové lázni. Nečistoty ve svarové lázni se rafinují struskou, vzniklou reakcí záměrně dodávaných tavidel a nežádoucích prvků.
Rozmanitost metod tavného, zejména obloukového, svařování je dána vhodností každé jedné metody pro různé druhy svařovaných materiálů, typů spoje, poloh při svařování a pro požadovaný kvantitativní výkon svařování, kvalitu svaru, velikost vnitřních pnutí a deformací.

#### Obloukové svařování
Metody obloukového svařování jsou největší skupinou metod tavného svařování. Energii pro roztavení svařovaného materiálu získávají při hoření elektrického oblouku v ionizovaném plynu. Tyto metody jsou velmi rozšířené v průmyslové praxi pro celou řadu výhod, jako jsou např. relativně nízké investiční náklady, vysoká kvalita svarů při dodržení technologické kázně, apod.
Jako generátory svařovacího proudu a napětí jsou používány svařovací zdroje.

#### Ruční obloukové svařování obalenou elektrodou

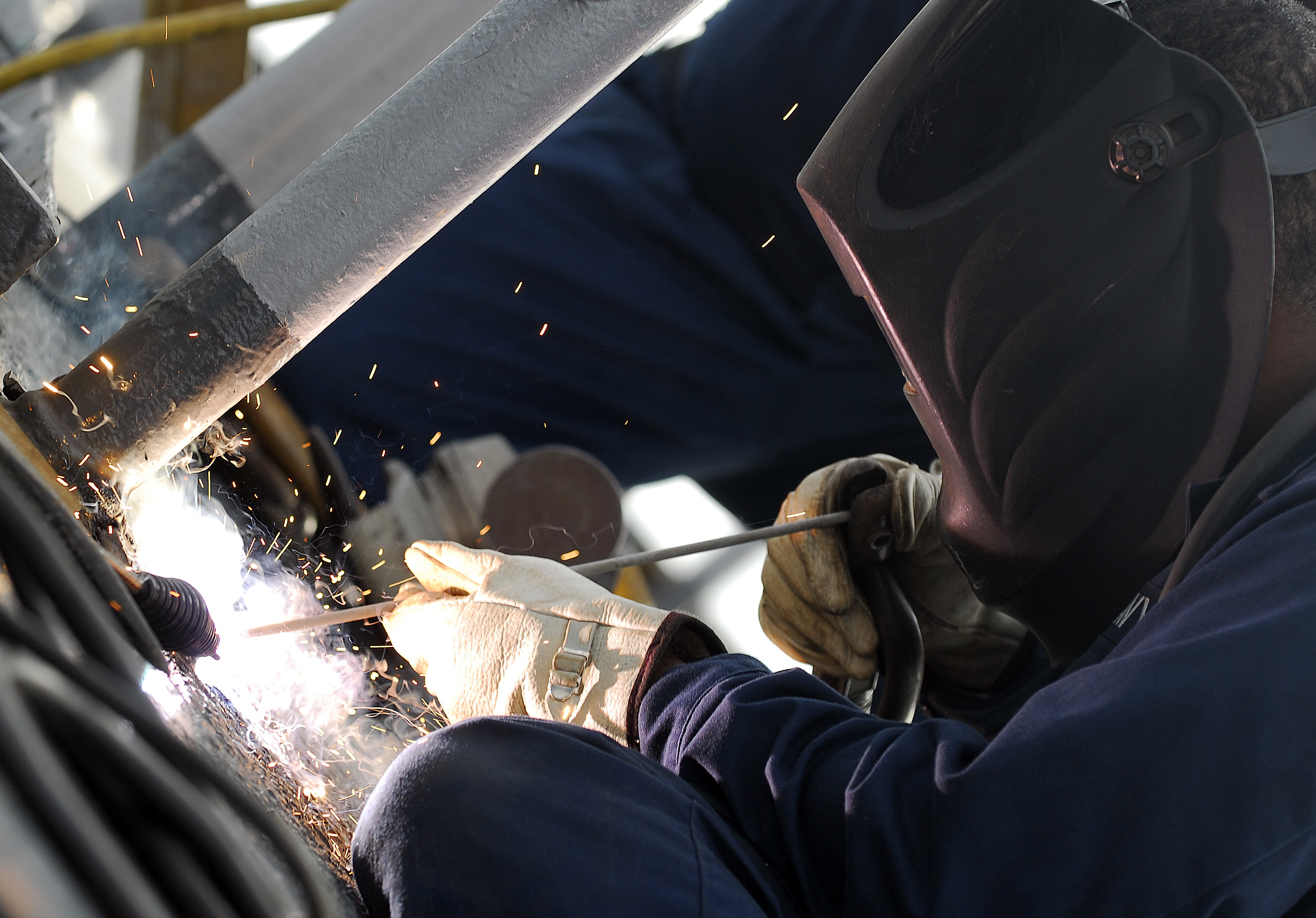
Ruční obloukové svařování obalenou elektrodou

Ačkoliv je ruční obloukové svařování obalenou elektrodou (používaná česká zkratka ROS nebo SOE; metoda 111 podle ISO 4063) nejstarší metodou obloukového svařování, stále si drží nezanedbatelnou pozici v oblasti svařování zejména z důvodu své flexibility, možnosti svařování ve všech polohách, relativně snadné dostupnosti svařovacích zdrojů i přídavného materiálu. V současné době je její nasazení omezováno z důvodu nízké výkonnosti a nutnosti velmi dobré manuální zručnosti svářeče. Za předpokladu zručného svářeče poskytuje metoda vynikající výsledky s ohledem na kvalitu svaru, zvláště v kontextu mechanických vlastností. Srovnatelným svarům se kvalitativně přibližuje snad jen metoda obloukové svařování netavící se elektrodou v ochranné atmosféře inertního plynu.
Výraznou inovací principu této metody je obloukové svařování plněnou elektrodou bez ochranného plynu (metoda 114 podle ISO 4063). Místo elektrody obalenou tavidlem se používá trubičkový drát naplněný tavidlem navinutý na cívce. Tavidlo i v tomto případě zajišťuje vznik ochranné atmosféry. Užití metody 114 není tak časté a používá se spíše pro svařování v polohách jako náhradu za svařování ROS, včetně svařování betonářské výztuže na stavbě.

#### Obloukové svařování tavící se elektrodou v ochranné atmosféře
Pod názvem obloukové svařování tavící se elektrodou v ochranné atmosféře se skrývá několik metod založených na stejném principu při použití různých typů svařovacích drátů a ochranných plynů:
- plnou elektrodou v inertním plynu (v Česku užívaná zkratka MIG[p 1]; metoda 131 podle ISO 4063[3]),
- plnou elektrodou v aktivním plynu (v Česku užívaná zkratka MAG[p 2]; metoda 135 podle ISO 4063[3]),
- plněnou elektrodou v aktivním plynu (metoda 132 podle ISO 4063[3]),
- plněnou elektrodou v inertním plynu (metoda 136 podle ISO 4063[3]).

Metody nekladou vysoké nároky na zručnost svářeče díky automatickému podávání svařovacího drátu, disponují relativně značným výkonem odtavování (svařování), je s nimi možné svařování ve všech polohách, lze je použít jak v dílně tak na montáži při dosažení zhruba srovnatelné kvality svaru. Je dostupná široká paleta ochranných plynů i přídavných materiálů. Metody lze snadno mechanizovat a robotizovat. Všechny tyto vlastnosti vynášejí tyto metody na pomyslnou špičku používání v celosvětovém měřítku.

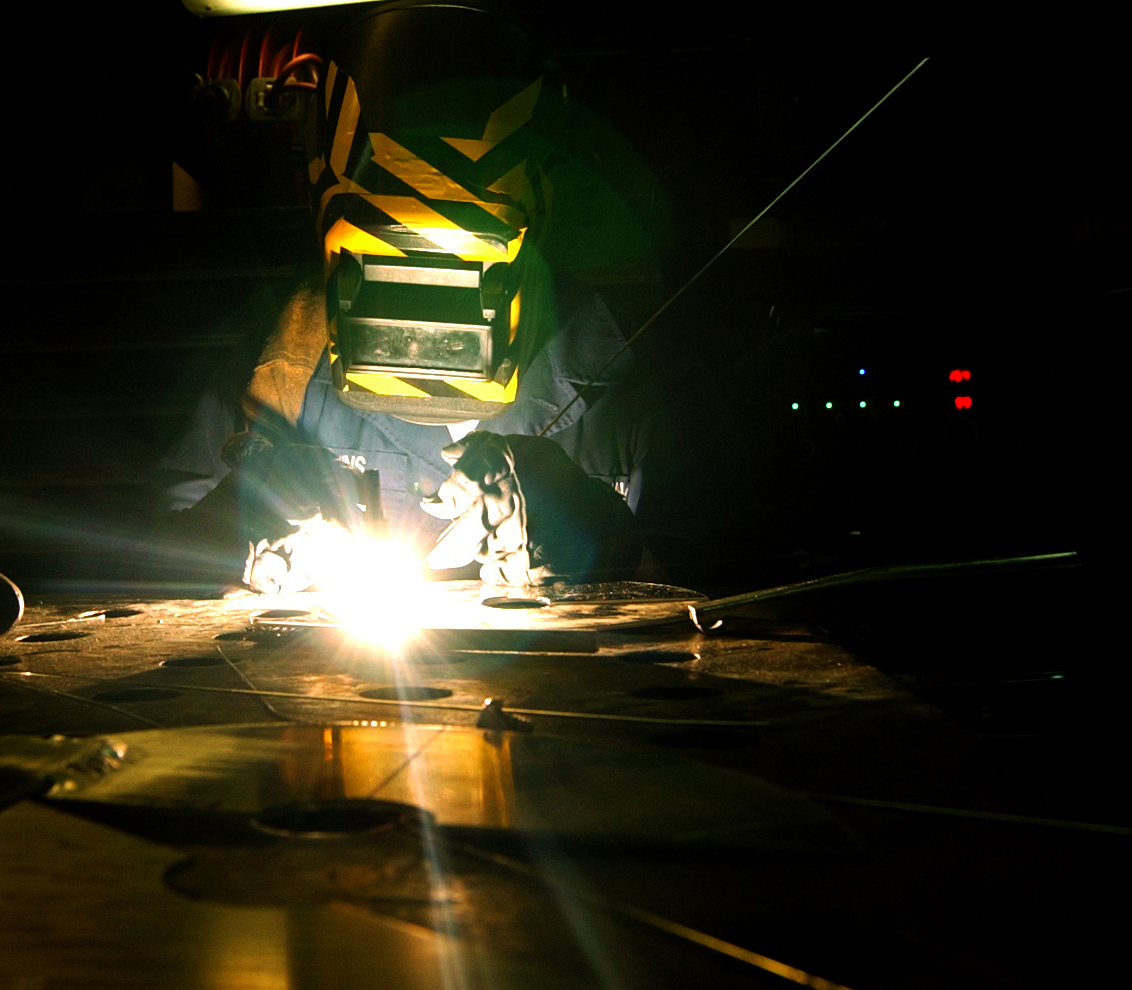
Svařování netavící se elektrodou v ochranné atmosféře inertního plynu s použitím tyčinky přídavného materiálu

#### Obloukové svařování netavící se elektrodou v ochranné atmosféře inertního plynu
Při svařování netavící se elektrodou v ochranné atmosféře inertního plynu (v České republice používaná zkratka WIG nebo TIG; metody skupiny 141 podle ISO 4063) hoří elektrický oblouk mezi netavící se wolframovou elektrodou a základním materiálem nebo svarovou lázní. Jako ochranné plyny se většinou používají argon nebo hélium či jejich směsi.
Netavící se elektroda se vyrábí buď z čistého wolframu nebo je legována oxidy dalších kovů.
Dominantním použitím této metody svařování je svařování hliníku, hořčíku a jejich slitin a korozivzdorných ocelí, mědi, bronzů, mosazi, titanu, zirkonu, molybdenu a dalších kovů s vysokou afinitou ke kyslíku.
Přídavný materiál se přidává ručně, podobně jako u svařování plamenem. Metodou lze provádět velmi kvalitní svary, ale klade vysoké nároky na zručnost svářeče. Výkon odtavení je velmi nízký a nemůže soupeřit s metodami svařování tavícími se elektrodami v ochranných atmosférách.

#### Svařování pod tavidlem
Metoda automatického svařování pod tavidlem (používaná česká zkratka APT; metody skupiny 12 podle ISO 4063) byla vyvinuta za účelem dosažení vysokého výkonu odtavení při svařování velmi dlouhých svarů při stavbě lodí, mostů, trub a tlakových nádob z plechů větších tlouštěk. Je to plně automatizovaná metoda obloukového svařování, kdy je svarová lázeň chráněna plyny vzniklými při hoření a tavením tavidla ve svarové lázni. Přídavným materiálem mohou být jak plné dráty (svařování pod tavidlem drátovou elektrodou; metoda 121 podle ISO 4063) tak i svařovací pásky (svařování pod tavidlem páskovou elektrodou; metoda 122 podle ISO 4063), které se většinou používají pro navařování.

#### Laserové svařování
Laserové svařování patří mezi moderní nekonvenční metody svařování. Touto metodou je materiál roztaven pomocí laseru. Touto metodou lze svařovat materiály, které nejsou svařitelné konvenčními metodami. Laserové svařování umožňuje vysoké svařovací rychlosti, minimální deformace a úzkou tepelně ovlivněnou oblast. 

#### Svařování atomárním vodíkem
Svařování atomárním vodíkem je jedna z nejstarších metod svařování elektrickým obloukem. Irving Langmuir ji vynalezl během studia chování ionizovaného plynu již v roce 1924. Průchodem proudu vodíku elektrickým obloukem mezi dvěma wolframovými elektrodami dojde k disociaci molekul vodíku. Následná rekombinace atomárního vodíku při dopadu do svarové lázně vede k uvolnění velkého množství tepla. Proud atomárního vodíku – plamen – dosahuje vysokých teplot až 4000 °C. V současnosti se používá jen velmi zřídka – spíše pro speciální aplikace.

#### Plamenové svařování
Svařování plamenem, zastarale autogenní svařování, je historicky starší metodou než obloukové svařování. Zdrojem tepla plamenového svařování je spalování hořlavého plynu ve směsi s kyslíkem, případně vzduchem. Používají se různé hořlavé plyny pro svařování různých kovů, např.:
- kyslíko-acetylénové svařování (metoda 311 podle ISO 4063[3])
- kyslíko-propanové svařování (metoda 312 podle ISO 4063[3])
- kyslíko-vodíkové svařování (metoda 313 podle ISO 4063[3])

Přestože se jedná o jednu z nejlevnějších metod svařování, její význam ustupuje a v současné době se používá zejména v opravárenství, při renovacích, při klempířských a instalatérských pracích, apod.

#### Elektronové svařování
Elektronové svařování (svařování svazkem elektronů nebo svařování elektronovým paprskem) je metoda používaná pro svařování materiálů vysoce chemicky aktivních (titan, zirkon, molybden, niob, hafnium, wolfram aj.) nebo vysokotavitlené a žárupevné slitiny (např. Inconel, Nimonic).
Jako ostatní tavné metody svařování využívá teplo pro roztavení svarových ploch. Teplo je dodáváno kinetickou energií emitovaných elektronů urychlených vysokým napětím (30 až 200 kV). Průchod elektronů svařovaným materiálem rozvibruje atomovou mřížku, tím dojde k přenosu kinetické energie na tepelnou. Zaostřením svazku lze dosáhnout vysokých hodnot plošné hustoty výkonu v místě působení svazku (až 5×108 W/mm2). Zásluhou mimořádně vysoké koncentrace výkonu se svazek "protavuje" do hloubky až 200 mm (až 400 mm) takže umožňuje hluboké a přitom úzké svary (poměr až 50:1), někdy se pro to používá výraz "klíčová díra" pro charakteristický tvar svaru. Lze svařovat ve vakuu (metoda svařování 511 podle ISO 4063), v okolní atmosféře (metoda svařování 512 podle ISO 4063), případně v atmosféře ochranných plynů (metoda svařování 513 podle ISO 4063). Vakuum, ve kterém se svařování uskutečňuje, má jednak příznivé rafinační účinky na vlastnosti svaru a jednak dokonale chrání svarovou lázeň před účinky okolní atmosféry. Přídavný materiál se používá jen zřídka.

#### Aluminotermické svařování

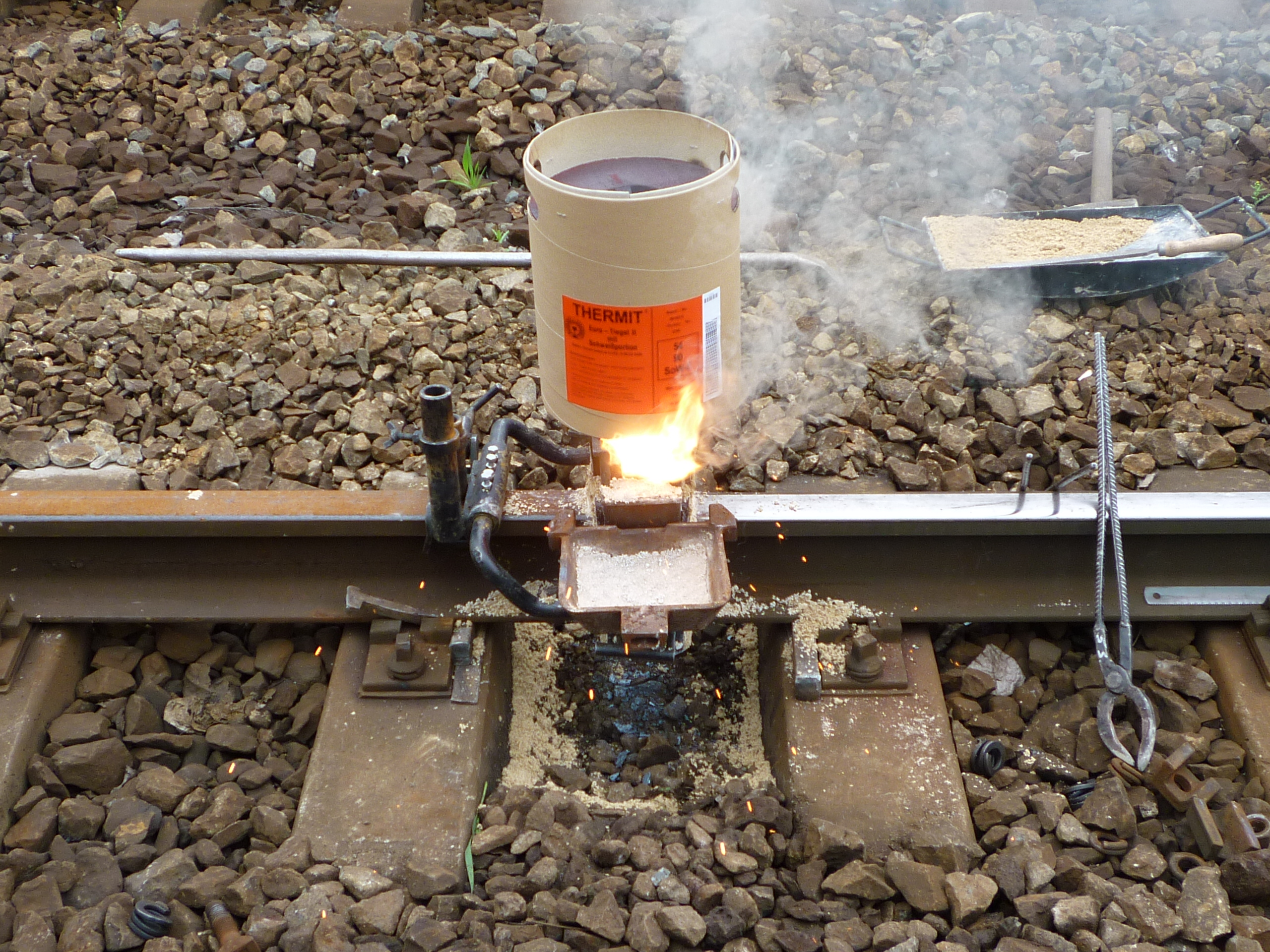
Aluminotermické svařování kolejnic

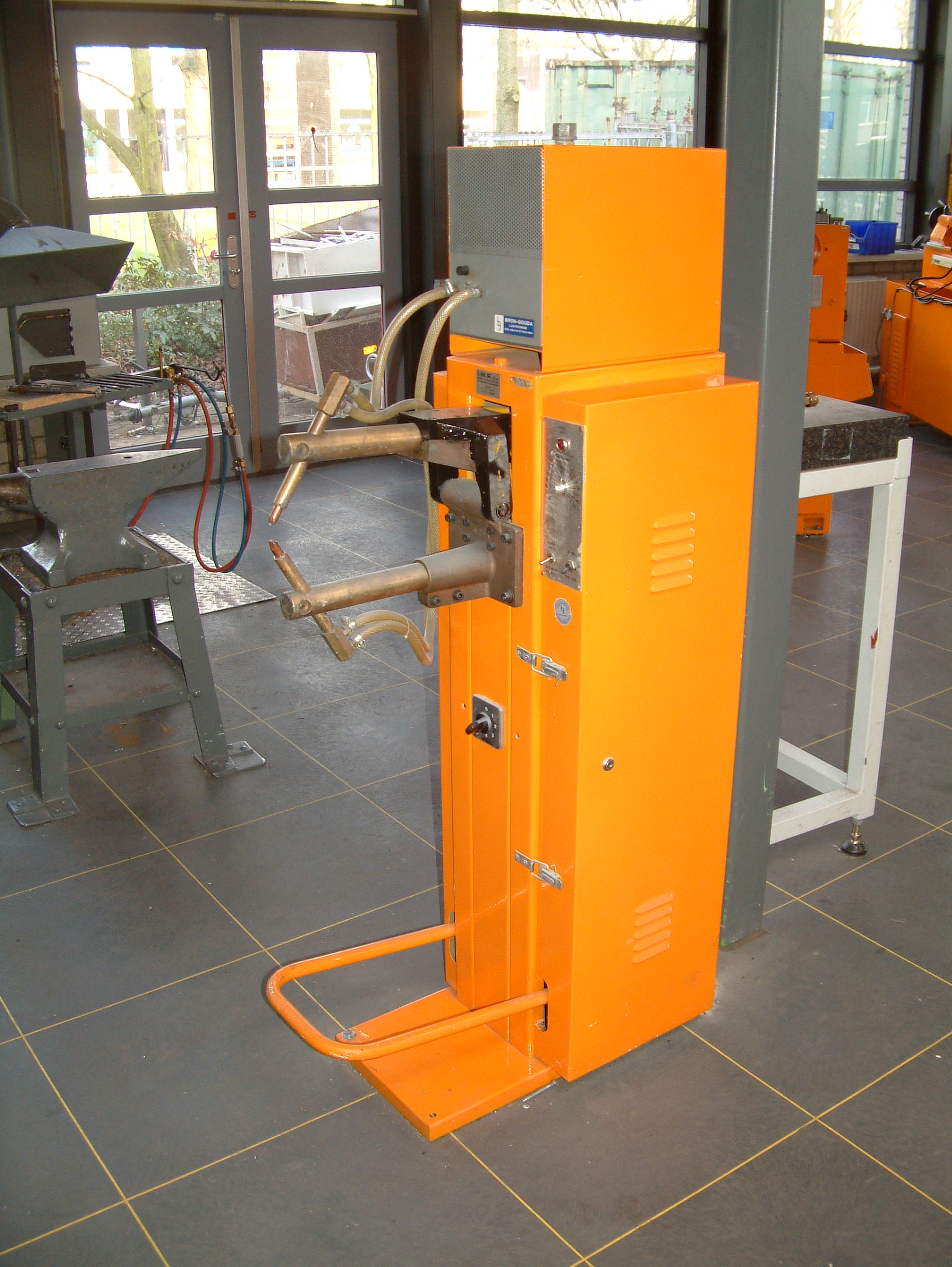
Svařovací stroj pro bodové svařování.

Aluminotermické svařování, jinak též svařování termitem, se používá především ke svařování kolejnic. V tyglíku s otvorem ve spodní části, umístěném nad svařovaným místem, se pomocí magnéziové roznětky zapálí směs oxidu železitého a hliníkového prášku. Při chemické reakci dosáhne teplota cca 2450 °C – vzniká tekuté železo a na něm struska oxidu hlinitého dle rovnice:
Fe2O3(s) + 2 Al(s) → 2 Fe(l) + Al2O3(s)

### Tlakové svařování
Tlakové svařování je charakterizováno působení jak tlaku tak tepla za vzniku plastických deformací a ke spojení dochází i při částečně natavených materiálech.

#### Odporové svařování
Odporové svařování (metody skupiny 2 podle ISO 4063) se používá pro spojení dvou materiálů položených na sobě. Tato metoda se nejčastěji používá k bodování ocelových plechů nebo spojení drátů do mříží resp. sítí. Spojované materiály jsou k sobě přimáčknuty dvěma elektrodami jimiž zároveň prochází elektrický proud. Ocel je oproti měděným elektrodám špatný vodič, proto v ní při procházení proudu vzniká velký odpor a dojde k lokálnímu ohřátí styčných ploch svařovaných plechů. Při současném působení tlaku tak dojde k lokálnímu svaření. Vzniklé svary mají velkou pevnost proti usmyknutí ve směru ploch plechů ve srovnání s namáháním kolmo k povrchu plechů. Přítlačná síla se pohybuje v hodnotách 500 až 10 000 N, svařovací proud 1 až 100 kA při délce působení 0,04 až 2 s.
Nejčastěji se užívá bodového odporového svařování (metoda 21 podle ISO 4063), při kterém vznikne svar přibližně o velikosti elektrod. Při švovém odporovém svařování (metoda 22 podle ISO 4063) se spojují plechy dlouhým svarem za pohybu kotoučových elektrod.
Elektrody se vyrábějí z takových materiálů, které lze nekonfliktně použít pro svařování daných základních materiálů. Pro ocelové plechy a dráty se nejčastěji používají měděné, které při vývinu tepla neuvolňují do okolního prostředí žádné škodlivé emise.[zdroj?] Jinými materiály elektrod mohou být např. slitiny kobaltu a kadmia, mědi a stříbra a kadmia, mědi a niklu a křemíku, a dalších.
Odporové svařování nachází uplatnění jak v mechanizovaných a robotizovaných pracovištích při sériové výrobě, např. ve výrobnách karosérií, tak i v malosériových provozech.

#### Svařování třením
Třecí svařování (metoda 42 podle ISO 4063) využívá tepelné energie vzniklá při tření dvou ploch. Po přípravě svarových ploch (srovnání a očištění) je jedno těleso upevněno k stacionární části a druhé těleso je připevněno k rotační části. Druhé těleso se roztočí a působícím tlakem v ose rotace se přitlačí ke stojícímu tělesu. Na kontaktní ploše mezi oběma tělesy vzniká za působení tření vysoká teplota, zhruba na úrovni 80 až 85% teploty tavení, a oba materiály na kontaktu zplastizují při současném působení tlaku. Během svařování dojde ke vzniku tzv. výronku, který se většinou odstraňuje.

##### Třecí svařování promíšením
Relativně mladá a inovativní metoda třecí svařování promíšením (Friction stir welding – FSW) (metoda 43 podle ISO 4063) využívá také tepla vzniklého třením. V tomto případě rotuje pouze zvláštní nástroj, trn (sonda). Dva plechy se přiloží k sobě (jako u tavného svařování). Trn rotačním a svislým pohybem pronikne skrz kontaktní plochy a pak pokračuje vodorovným pohybem ve svařované spáře za neustálé rotace. Teplo, které vzniká rotací s třením ohřeje materiály do teplot pod bodem tavení a v tomto plastickém stavu dojde ke spojení, promíšení ve svarové spáře.
Teplota tavení rotujícího trnu musí být vyšší než teplota tavení spojovaných materiálů, proto také v začátcích používala tato metoda ocelových trnů ke svařování kovů s nízkou teplotou tavení, např. hliníku. V současné době lze FSW použít i k svařování ocelí, protože byly vyvinuty trny z kompozitních materiálů s vyšší teplotou tavení, např. borových vláken.

#### Kovářské svařování
Velmi dlouhá historie kovářského svařování jej učinila všestrannou metodou pro spojování stejných i různých kovů. Ke spojení dochází při zahřátí kovů na teplotu zhruba 50 % až 90 % teploty tání a působením vnějšího tlaku údery kladiva nebo lisu. Difúzní procesy jsou díky zvýšené teplotě urychleny a dochází tak ke snadnějšímu vytvoření pevného spoje.
Techniky kovářského svařování bylo využíváno pro výrobu tzv. damascenské oceli při níž je plát oceli opakovaně nahřán, přehnut na sebe a kladivem nebo lisem rychle svařen. Tento postup vede k výrobě velmi pevné ale zároveň houževnaté oceli.

#### Difúzní svařování
Difúzní svařování (metoda 44 podle ISO 4063) je založeno na teorii Fickových zákonů, které popisují difúzní tok atomů, jejich koncentraci a rychlost změny koncentrace v závislosti na vzdálenosti atomů. Svařovací proces probíhá kontaktem dvou hladkých ploch, které jsou ohřáté na 50 až 90 % (70 až 80 %) teploty tání a působením tlakové síly. Po kontaktu dvou ploch nastává plastická deformace při přemisťování vakancí a dislokací a poté difúznímu procesu, který vede na vyrovnání energetické bilance a tak vymizení původního rozhraní ploch. Difúzní svařování dává vysoce kvalitní spoje bez negativních vlivů tavného svařování jako jsou vnitřní pnutí a deformace nebo tepelně ovlivněné oblasti.
Velmi často se difúzní svařování provádění ve vakuu při svařování materiálu s vysokou afinitou ke kyslíku, např. titan a jeho slitiny.

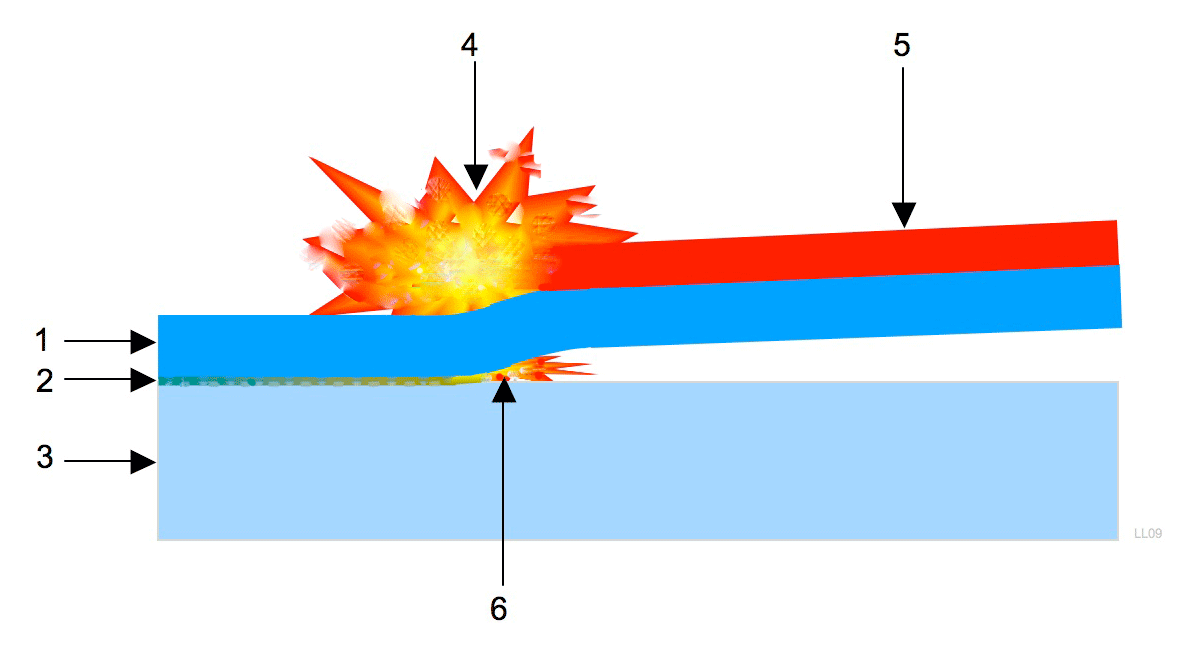
Výbuchové svařování. (1) navařovaný materiál, (2) svar, (3) základní materiál, (4) exploze, (5) trhavina, (6) trysk

#### Svařování výbuchem
Výbuchové svařování (metoda 441 podle ISO 4063) se používá zejména pro navařování, tzv. plátování. Dvě desky se na sebe položí, na horní povrch horní desky se rozprostře výbušnina, která se přivede k explozi. Rázová vlna, která kovem prostupuje způsobí tlak 10 až 100 GPa, který je mnohonásobně větší než mez kluzu spojovaných materiálů (nízkolegovaná ocel dosahuje meze kluzu řádově 102 MPa). Tlaková energie se tak přemění na deformační, oba materiály na kontaktní ploše zplastizují. Dochází tak k chování, které se popisuje hydrodynamickou teorií ideální kapaliny. Rázová vlna je složena ze dvou, tzv. tlouk zůstává na linii srázu a čisticí efekt tzv. trysku tvořený povrchovými oxidy stlačenými horkým vzduchem a vytváří zvlnění na rozhraní obou materiálů.
Pro vytvoření dobrého spoje je nutná rychlost exploze nižší než rychlost šíření zvuku spojovaných materiálů.
S výhodou se výbuchové svařování se používá pro svařování různých materiálů, které metodami tavného svařování nelze spojovat, např. ocel a titan.

### Tlakové svařování za studena
Přiváděnou energií je pouze tlak a ke spojení dojde v tuhém stavu materiálů.

#### Svařování ultrazvukem
Ultrazvukové svařování (metoda 41 podle ISO 4063) využívá mechanického rozkmitání o vysoké frekvenci při současném působení tlakové síly, která mj. zaručuje přenos kmitů z tzv. sonotrod do spojovaných materiálů. Rozkmitáním dochází i k relativně malému ohřevu v dané oblasti a vzniku plastických deformací. Ultrazvukové svařování našlo své uplatnění zejména při svařování plastů, ale také při svařování vodičů, například u vícežilových kabelových svazků.

#### Svařování tlakem za studena
Svařování tlakem za studena (metoda 48 podle ISO 4063) probíhá při přiblížení povrchů svařovaných těles na vzdálenosti atomů v mřížkách, kterého je dosaženo za působení vysokého tlaku řádově v 103 MPa. V dotčené oblasti musí být dosaženo minimálně 60 % plastické deformace, tzv. tečení.

## Svařování plastů
Pro svařování plastů se výhradně používají termoplasty, proto se používá v odborné literatuře pojem svařování termoplastů.
Na rozdíl od svařování kovů, při svařování termoplastů nedochází v tavenině k zásadní přeměně materiálu. Řetězce makromolekul se při ohřívání nemění, dojde pouze k jejich propletení a po ochlazení se znovu vytvoří vazebné síly. Pro svařování se používají především metody svařování horkým tělesem nebo horkým vzduchem.

## Bezpečnost při svařování
Svařovací práce jsou z hlediska bezpečnosti a ochrany zdraví velmi rizikové, protože dochází k souběžné existenci vícenásobných pracovních rizik. Svářeči jsou ohroženi i vyšším počtem úrazů a nemocí z povolání.
S ohledem na požární bezpečnost je svařování vysoce riziková činnost, protože při ní dochází k práci za vysokých teplot a může tak dojít ke vznícení hořlavých látek na stanovišti svářeče a v jeho okolí.

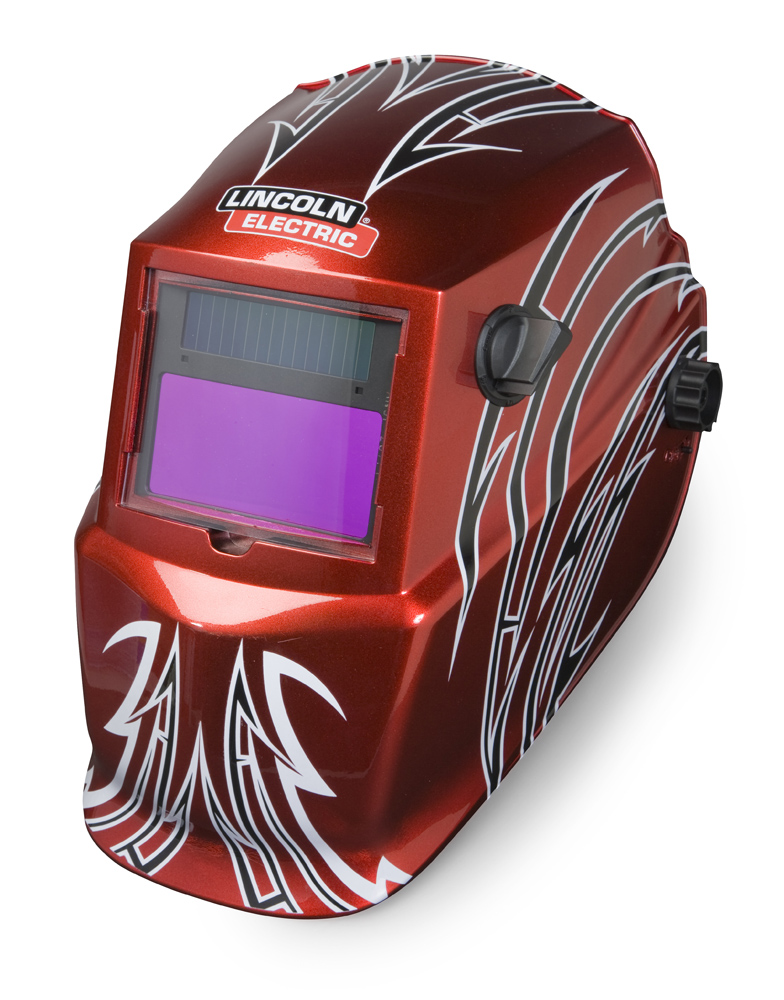
Moderní svářečský štít/helma se samotmavícím sklem

### Zdravotní rizika

#### Obecná
Při tavném svařování hrozí rizika popálení odstřikujícího kovu, okují i strusky ze svarové lázně, a dále dotyku s horkými svařovanými částmi. Proto je nutné, aby svářeč a osoby nacházející se na stanovišti byly adekvátně ochráněny osobními ochrannými pracovními prostředky z nehořlavých materiálů, tj. svářecí zástěru, případně oblek, rukavice, pokrývku hlavy.

#### Kovové páry
Za vysokých teplot při svařování vznikají také toxické dýmové zplodiny při metalurgických a fyzikálně-chemických reakcí (kovové páry, aerosoly, plyny a prachové částice). Dýmové zplodiny proto musí být velmi dobře odvětrávány. Při dlouhodobé inhalaci mohou nastat patologické změny zdravotního stavu svářeče. Podle výzkumů svářeč za 1 rok v práci nadýchá až 11 gramů částic. A to i při splnění hygienického limitu 5 mg/m³ částic ze svařování ve vzduchu. Většinu těchto částic nedokážou plíce dostat z těla ven a zůstanou v organismu svářeče.
Pracovníci v kovozpracujícím průmyslu často trpí příznaky podobnými příznakům chřipky (rýma, bolení v krku, zvýšená teplota, zimnice, nevolnost, bolesti hlavy), tyto příznaky však se chřipkou nemají nic společného. Jejich příčinou je právě vdechování kovových par vznikajících při svářecích procesech. Kovové páry jsou pouhým okem neviditelné. Vznikají při sváření a to buď odpařováním přídavného drátu (ochranné atmosféry) nebo základního kovu (pokud se jedná o legované materiály). Vzniklé kovové páry se vysráží do drobných částeček. Tyto příznaky se projevují krátkou dobu, při časté a dlouhodobé expozici kovových par však hrozí rizika dlouhodobějších nemocí (záněty průdušek, otoky plic, vzácně i poškození kostní tkáně). Nebezpečnost těchto par závisí na chemických prvcích obsažených jak v základovém materiálu tak v přídavném materiálu.
Nejčastější rizikové prvky a sloučeniny
- Při svařování nerezových ocelí nebo s některými návarovými elektrodami jsou obsažené prvky chrómu a niklu. Tyto látky jsou při dlouhodobé expozici schopné vyvolat rakovinu nosní sliznice.
- Zvláště toxické zplodiny vznikají při svařování zinku a pozinkovaných polotovarů a mohou způsobit tzv. zinkovou horečku.[23] Při svařování uhlíkových ocelí legovaných manganem mohou vzniknout neurologická poškození při dlouhodobém působení jeho par (od 1 mg/m3).[24]
- Zvýšená rizika s sebou přináší použití plynů používaných jako ochranných atmosfér (metody MIG a TIG), zejména oxidu uhličitého, který může způsobit při nahromadění v nevětraných prostorách ztrátu vědomí a udušení.[25] Dalším rizikem těchto ochranných plynu je,že při sváření hliníku, nerezu a mědi může dojít ke vzniku plynného ozónu (působením UV záření na kyslík). Vdechování plynného ozónu může způsobit podráždění očí, dýchacího ústrojí, bolest hlavy, otoky plic.
- Kovové páry s obsahem fluoridu nebo mědi dráždí nosní a krční sliznice a vyvolávají nevolnost. Vysoký obsah fluoridů,které obsahují některé obaly elektrod mohou při delší a časté expozici vyvolat otoky plic nebo poškození kostních tkání.
- Oxid železitý dráždí dýchací ústrojí (nos, krk, plíce) a je nejčastější složkou par se kterou se lze setkat. Dlouhodobá expozice může vyvolat siderózu (fibrózu plic), někdy označovanou jako plíce zaprášené oxidem železitým.
- Mangan je častá přísada slitinových (legovaných) ocelí přidávaná za účelem zvýšení tvrdosti a pevnosti materiálu. Může způsobovat poruchy nervového systému, ve velkých koncentracích příznaky projevující se jako zápal plic. Chronická otrava se může projevovat mnoha symptomy: apatie, podrážděnost, ztráta chuti k jídlu, bolesti svalů, nohou, kloubů. Chronická otrava tak člověka může udělat invalidním, není však smrtelná.[26]
- Vanad používaný ve slitinách (legování) ocele. Může způsobit pneumotitidu, zánět průdušek, otok plic, zezelenání jazyka nebo třes končetin.

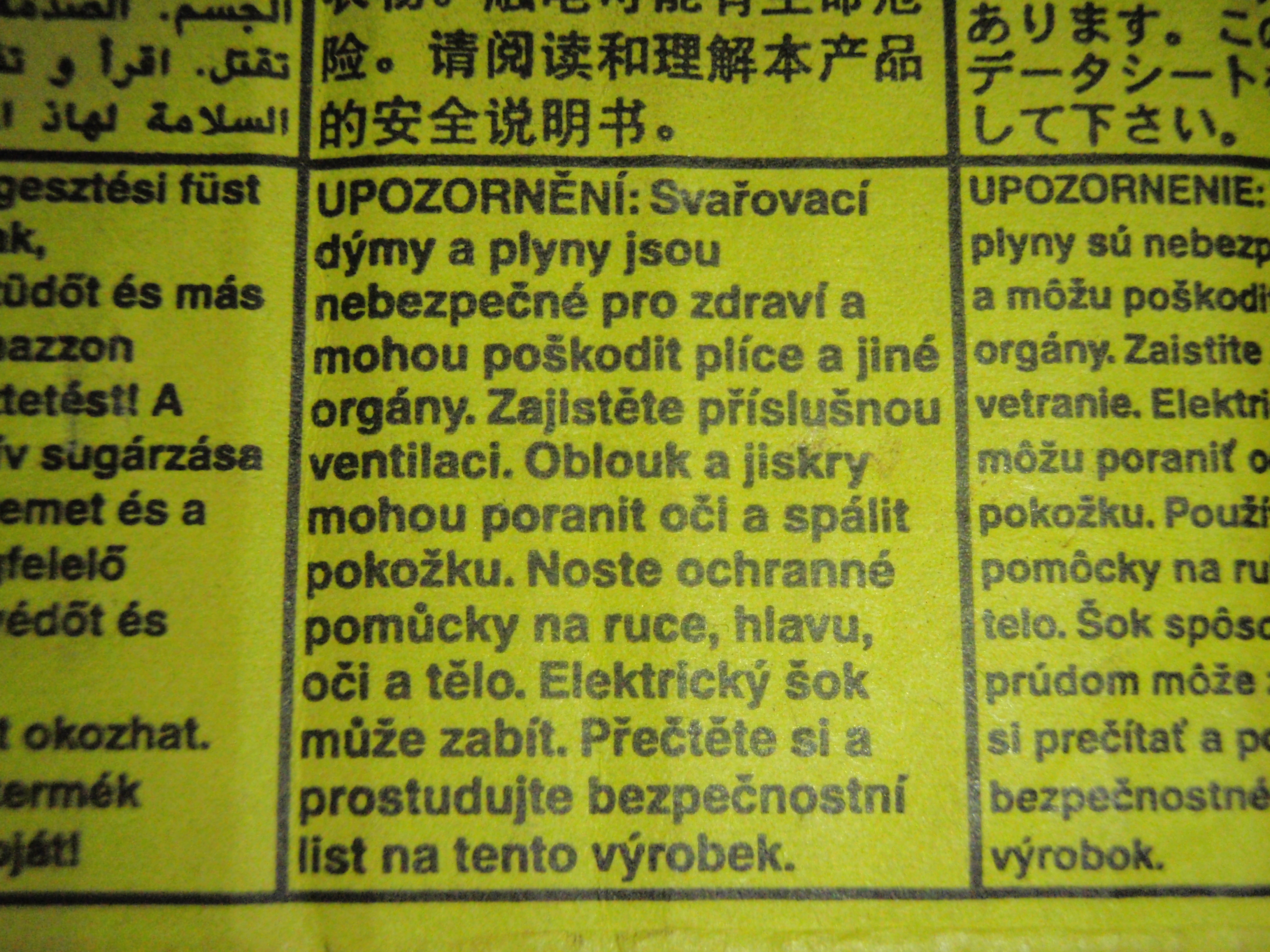
Zdravotní upozornění na obalu svařovacím drátu

##### Ochrana před výpary ze svařovacích procesů
Existují dva typy ochrany před kovovými parami, statické a mobilní. Statické systémy, které jsou zabudované v dílnách a výrobních provozech, kde je odvětrávání zajištěno filtrační odsávací jednotkou (s mechanickou i chemickou filtrací.) a systémem potrubí a flexibilních odsávacích ramen přímo nad pracovištěm, kde se svařuje. Mobilní osobní filtrační jednotky jsou váhově a rozměrově přizpůsobeny tak, aby se s nimi svářeč mohl volně pohybovat, např. připevněním na záda svářeče. Vzduch je v takových filtračních jednotkách přečištěn a poté hadicí vháněn do svářecí kukly, odkud vytlačuje vzduch znečištěný kovovými parami.

#### Hluk
Některé procesy svařování a řezání jsou doprovázeny vysokou hladinou hluku, např. při svařování tavící se elektrodou v ochranných atmosférách hluk dosahuje 85 až 90 dB(A), při řezání se stlačeným plynem až 110 dB(A), při drážkování uhlíkovou elektrodou 110 až 130 dB(A)..

#### Zrak
Při obloukovém svařování je nutná ochrana proti ultrafialovému záření, které je emitováno při hoření elektrického oblouku jako vedlejší efekt. Nutnou ochranou je použití svářečské kukly s odpovídajícím filtrem podle ČSN EN 169. V současné době jsou na trhu dostupné helmy s automaticky ztmavovaným filtrem podle ČSN EN 379+A1. Při svařování plamenem jsou postačují svářečské brýle s odpovídajícím filtrem podle ČSN EN 169. Ultrafialové vyzařování o krátkých vlnách může podráždit rohovku a během dlouhodobé expozice 10–30 let může způsobit šedý zákal.

#### Elektrický proud
Při obloukovém svařování hrozí zejména riziko úrazu elektrickým proudem. Svařovací zdroje proto mají omezenou horní hranici napětí, tzv. napětí na prázdno, které může svařovací zdroj dodávat pokud se s ním v danou chvíli nesvařuje. Maximální hodnota napětí omezuje na 113 V při používání stejnosměrného proudu a 80 V při používání střídavého proudu. Při použití svařovacích zdrojů na nezakrytých pracovištích jsou hodnoty napětí na prázdno sníženy.

### Požární bezpečnost
| plyn     | se vzduchem [%] | s kyslíkem [%] |
| -------- | --------------- | -------------- |
| acetylen | 2,3–81,0        | 1,5–92,0       |
| vodík    | 4,0–74,5        | 4,0–95,0       |
| metan    | 5,0–15,0        | -              |
| propan   | 2,3–9,5         | -              |
| butan    | 1,8–9,1         | -              |

Jedním z největších rizik svařování z hlediska požární ochrany jsou odstřikující kousky roztaveného kovu a strusky, které mohou být iniciátorem požáru. V případě plamenového svařování je riziko zvýšeno použitím otevřeného ohně.
Při svařování, řezání nebo tepelném zpracování (předehřev, dohřev) se používají hořlavé plyny, např. acetylenu, Propan-butanu, vodíku, metanu a dalších, které ve směsi se vzduchem nebo s kyslíkem tvoří výbušnou směs.
Většinou se plyny přepravují, skladují a čerpají z tlakové láhve, ve které jsou skladovány zkapalněné nebo rozpuštěné za zvýšeného tlaku, tj. o tlaku vyšším než 0,2 MPa. Proto je nutné dbát opatrnosti při manipulaci a používání tlakových lahví. Lahve hořlavých plynů jednotlivých pracovišť nesmí být blíže než 3,0 m, stejně jako od zdrojů otevřeného ohně. Je nutné pravidelně kontrolovat teplotu lahví, zvláště při vyšších odběrech. Teplota povrchu tlakových lahví by neměla překročit hodnotu +40 °C, v případě tlakových lahví s CO2 by neměla být překročena teplota +30 °C.

### Legislativní požadavky
Bezpečnostní ustanovení pro svařování je zakotveno v normách ČSN 0506xx, jejichž znalost je jednou ze základních povinností svářečů, svářečských techniků a svářečských dozorů. Ve zmíněných normách je definována terminologie, návrh a provedení svářečských pracovišť z hlediska bezpečnosti (odvětrávání, osvětlení, dostatečný prostor, atd.), pracovní podmínky na pracovištích a další:
- ČSN 05 0600. Svařování. Bezpečnostní ustanovení pro svařování kovů. Projektování a příprava pracovišť. Praha : ÚNMZ, 1993-02-01. detail.
- ČSN 05 0601. Svařování. Bezpečnostní ustanovení pro svařování kovů. Provoz. Praha : ÚNMZ, 1993-02-01. detail.
- ČSN 05 0610. Svařování. Bezpečnostní ustanovení pro plamenové svařování kovů a řezání kovů. Praha : ÚNMZ, 1993-02-01. detail.
- ČSN 05 0630. Svařování. Bezpečnostní ustanovení pro obloukové svařování kovů. Praha : ÚNMZ, 1993-02-01. detail.
- ČSN 05 0650. Svařování. Bezpečnostní ustanovení pro odporové svařování kovů. Praha : ÚNMZ, 1993-02-01. detail.
- ČSN 05 0661. Svařování. Bezpečnostní ustanovení pro třecí svařování kovů. Praha : ÚNMZ, 1993-02-01. detail.
- ČSN 05 0671. Svařování. Bezpečnostní ustanovení pro laserové svařování kovů. Praha : ÚNMZ, 1993-02-01. detail.
- ČSN 05 0672. Svařování. Bezpečnostní ustanovení pro elektronové svařování kovů. Praha : ÚNMZ, 1993-02-01. detail.

Předmětem vyhlášky Ministerstva vnitra č. 87/2000 Sb. je definice nebezpečných koncentrací hořlavých látek, hodnocení požárního rizika, stanovení opatření proti vzniku a šíření požáru, a další. Vyhláška souvisí se zákonem o požární ochraně.

## Kvalita
Během svařování se vytváří takové termodynamické podmínky, při kterých snadno zanikají staré a vznikají nové strukturní vazby.
Obecně tedy lze svařování popsat jako proces změny vnitřní struktury jak základního tak přídavného materiálu za účelem získání trvalého nerozebíratelného spojení.
Ačkoli se mnoho materiálů vhodných pro svařování jeví z makroskopického hlediska jako homogenní, jsou z hlediska strukturního na mikroskopické úrovni (na úrovni krystalové mřížky) heterogenní, obzvláště patrné je to u ocelí, nebo slitin s omezenou rozpustností složek v tuhém roztoku (např. binární diagram železo-uhlík). Přirozeně proto lze očekávat, že u takových materiálů bude i struktura svarového kovu heterogenní.
Z důvodů popsaných dále, lze za kvalitní svar považovat takový svar, který beze zbytku splní požadavky na něj kladené.

### Tepelně ovlivněná oblast
Kromě svarového kovu bývá odlišná od základního materiálu i jeho struktura v nejbližším okolí svaru. Týká se to především svarů provedených tavnými metodami svařování. Tato zóna, která se nazývá tepelně ovlivněnou oblastí, bývá nejslabším místem dobře provedeného svarového spoje z hlediska mechanických vlastností. Její velikost a změna struktury resp. substruktury je ovlivněna převážně množstvím vneseného tepla a u některých slitin (např. feritických ocelí) i rychlostí ochlazování a rychlosti polymorfních přeměn struktury.

### Vady ve svarech

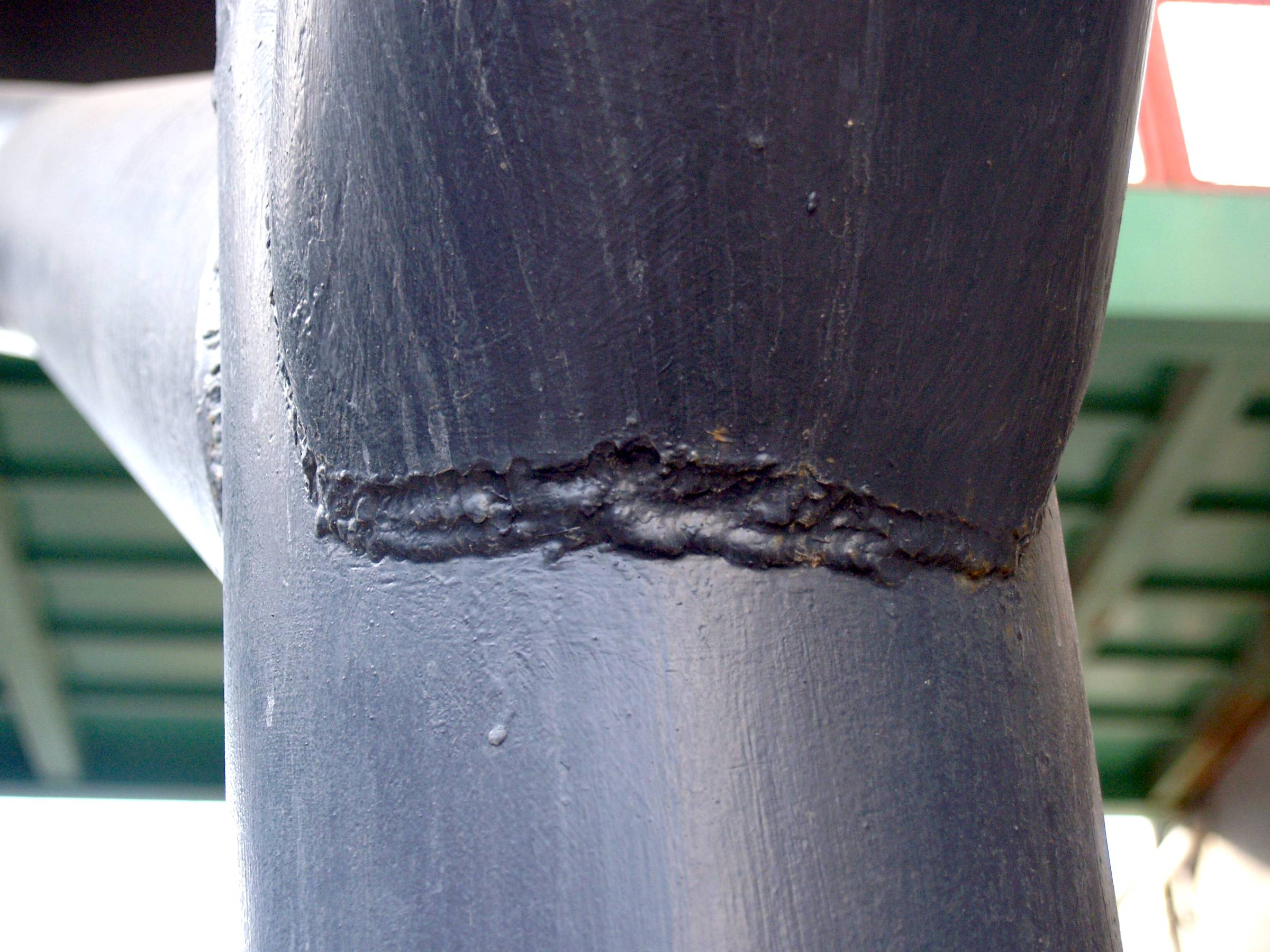
Nekvalitní svar trubek se zápaly a studenými spoji

Během svařování se mohou vyskytnout okolnosti, které vedou na vznik nedokonalostí a vad svarů. Druhy vad jsou většinou typické jak daným svařovaným materiálům tak metodám svařování. Vady jsou normativně hodnoceny, tedy kvantifikovány a kvalifikovány na základě daných kritérií pro daný typ výrobku:
- ČSN EN ISO 5817[34] pro oceli, nikl, titan a jeho slitiny,
- ČSN EN ISO 10042[35] pro hliník.

Jiná kritéria jsou nastavena pro výrobky a konstrukce, jejichž kolaps mají minimální dopad na majetek, zdraví či životy osob (např. zábradlí) a jiná platí pro oblast, ve které může relativně drobná chyba způsobit katastrofální následky (např. zařízení pro jadernou energetiku).
Vodíkem indukované trhliny za studena vznikají především u feritických a martenzitických ocelí za přítomnosti difúzního vodíku ve svaru, který se dostal do svarové lázně buď z okolní atmosféry při nedokonalé plynové ochraně a/nebo ze znečištěných svarových ploch a/nebo z vlhkých obalů elektrod. Impulsem často bývá i vysoká hladina reziduálních pnutí. Tyto trhliny se zjišťují po vychladnutí svaru nebo delším časovém období (např. po 24 hodinách).
Tzv. trhliny za horka vznikají především v austenitických typech ocelí (korozivzdorné Cr-Ni oceli). Za jejich vznikem je přítomnost nečistot síry a fosforu, které tvoří sloučeniny s železem. Ty mají nižší bod tavení a působí při chladnutí kovu vznik reziduálních napětí a tím porušení krystalové mřížky.
Zápaly, studené spoje a koncové krátery jsou typické vady způsobené svářečem.
Póry a bubliny nebývají časté u svarů ocelí, kdy jsou způsobeny spíše špatným technologickým postupem, přirozeně se vyskytují pouze při svařování oceli s povlakem zinku. Typické jsou pro materiály s vysokou afinitou ke kyslíku, tedy hliník a jeho slitiny, měď, ale i titan a jeho slitiny.
Trhliny, zápaly, studené spoje, koncové krátery se v dynamicky namáhaných konstrukcích (dopravní prostředky, některá strojní zařízení, mosty, apod.) se nesmí vyskytovat, neboť mohou vést k iniciaci a šíření tzv. únavové trhliny, která může způsobit náhlý kolaps.

### Legislativní požadavky
Výrobkem je jakákoliv věc, která byla vyrobena, vytěžena nebo jinak získána bez ohledu na stupeň jejího zpracování a je určena k uvedení na trh jako nová nebo použitá.
Z hlediska naplnění kvality je svařování činnost, která se podílí na vzniku výrobku. V souladu se zákonem č. 22/1997 Sb. je nutné mít pro výrobu zavedený systém zabezpečení a řízení jakosti, který je definovaný v normách ISO 9001. Podle ČSN EN ISO 9001 je svařování tzv. validovaný proces, u kterého nelze jakost zajistit pouze na základě kontroly a zkoušek. Jakost tohoto procesu musí být plánovitě zajišťována od počátku výroby až po předání výrobu odběrateli.
Pro svařování byla zavedena jako dodatečný nástroj k procesům výroby k ISO 9001 norma ČSN EN ISO 3834, která upravuje požadavky a postupy při svařování na základě písemných instrukcí, tzv. specifikací postupů svařování (WPS). Specifikace postupu svařování je dokument, který definuje jednotlivé proměnné (např. svařovací proud a napětí, rychlost podávání drátu, průtok ochranného plynu, apod.) pro danou svařovací metodu, materiál, typ svaru a další tak, aby byla zajištěna opakovatelnost. WPS použité při výrobě by měly být podloženy dokumentem kvalifikace postupu svařování (WPQR), který vydává certifikovaný orgán na základě pWPS (tedy předběžné WPS) a na základě výsledků destruktivních zkoušek svarového spoje.
Dalším požadavkem na zajištění jakosti procesu je i zabezpečení výroby kvalifikovanými pracovníky, a to jak svářeči tak odpovědným svářečským dozorem.